# Motyw (literatura)
Motyw – najmniejsza elementarna jednostka świata przedstawionego dzieła: zdarzenie, przedmiot, cecha, sytuacja, przeżycie. Powtarzające się na przestrzeni wieków motywy to toposy.
Łączy się według pewnych reguł w jednostki wyższego rzędu, takie jak postać literacka, wątek, temat, fabuła.
„Zarówno poszczególne motywy, jak i reguły ich kombinacji występujące w danym utworze mają zawsze charakter mniej lub bardziej konwencjonalny, należą do tradycji literackiej, inaczej bowiem nie dałyby się w ogóle wyodrębnić. Cechą motywu jako jednostki konstrukcyjnej jest dwuczłonowość; można w nim wyróżnić człon indywidualizujący, związany z umiejscowieniem motywu w konkretnym świecie przedstawionym utworu, oraz człon systematyzujący, który odpowiada powracalności tego motywu w całej historycznoliterackiej klasie utworów” – stwierdza (Janusz Sławiński).
Wśród motywów występujących w utworach fabularnych wyróżnia się:
- motyw dynamiczny – rodzaj motywu literackiego, dzięki któremu świat przedstawiony może się zmieniać i przekształcać w czasie; są to najczęściej zdarzenia: motyw podróży, motyw spotkania;
- motyw statyczny – rodzaj motywu literackiego dzięki któremu kształtowana jest przestrzeń świata przedstawionego; przede wszystkim przedmioty, elementy krajobrazu i inne zjawiska wypełniające tę przestrzeń, wpływające na wygląd zarówno świata jak i postaci w nim umieszczonych;
- motyw obiegowy (motyw wędrowny) – rodzaj motywu, dzięki któremu możemy rozpoznać akcje przechodzącą w następną[2].

Wszystkie motywy w utworze literackim układają się w pewien porządek, czasowy lub przyczynowy; decydują o wątkach i fabule utworu.